# 루카스 파케타
루카스 톨렌치누 코엘류 지리마(포르투갈어: Lucas Tolentino Coelho de Lima, 1997년 8월 27일 ~ )는 루카스 파케타(포르투갈어: Lucas Paquetá)라는 이름으로 잘 알려진 브라질의 축구 선수이다. 포지션은 공격형 미드필더이며 현재 잉글랜드 프리미어리그의 웨스트햄 유나이티드 소속이다.

## 클럽 경력
루카스 파케타는 2007년 CR 플라멩구의 유소년팀에서 성장했다. 이후 2016시즌을 앞두고 CR 플라멩구의 성인팀에 합류했다. 이후 2016년 3월 25일에 열린 캄페오나투 카리오카 방구 AC와의 경기에서 프로 데뷔전을 치렀다. 2017년 2월 19일에 열린 마두레이라 EC와의 경기에서 프로 데뷔골을 기록했다.
2018년 10월, 이탈리아 세리에 A의 AC 밀란에 이적했다. 루카스 파케타는 2019년 1월, 5년 계약을 체결하며 밀란에 공식 입단했다. 2019년 1월 12일에 열린 코파 이탈리아 UC 삼프도리아와의 경기에서 밀란 입단 이후 첫 경기를 치렀다. 2019년 1월 21일에 열린 제노아 CFC와의 경기에서 세리에 A 데뷔골을 기록했다.
2020-21시즌을 앞두고 프랑스 리그 1의 올랭피크 리옹에 입단했다.

## 국가대표팀 경력
루카스 파케타는 2016년 4월, 브라질 U-20 축구 국가대표팀에 처음 차출되었다. 이후 2016년 9월 4일에 열린 잉글랜드 U-20 축구 국가대표팀과의 친선 경기에서 U-20대표팀 첫 골을 기록했다.
2018년 8월, 루카스 파케타는 처음으로 브라질 성인 축구대표팀에 차출되었다. 2018년 9월 7일에 열린 미국 축구 국가대표팀과의 경기에서 국가대표팀 데뷔전을 치렀다. 이후 2019년 3월 23일에 열린 파나마와의 친선경기에서 국가대표팀 데뷔골을 기록했다.
2019년 코파 아메리카에 참여하는 브라질 축구 국가대표팀에 차출되었다.
이후 2019년 11월 19일에 열린 대한민국 축구 국가대표팀과의 친선경기에서 1골을 기록했다.
자신의 첫 월드컵이었던 2022년 FIFA 월드컵에서는 대한민국과의 16강전에서 팀의 네 번째 골을 넣음으로써 자신의 첫 월드컵 득점을 기록하고 이어서 크로아티아와의 8강전에서 네이마르의 골을 어시스트했으나 팀은 승부차기 끝에 탈락하고 말았다.

## 수상

### 팀

#### CR 플라멩구
- 캄페오나투 카리오카 우승: 2017

#### 브라질
- 코파 아메리카 우승: 2019

### 개인
- 캄페오나투 카리오카 올해의 선수: 2018
- 볼라 지 오우루 수상: 2018
- 프레미우 크라키 두 브라질레이랑 선정: 2018